# Тазе-Канд-е-Ангар
Тазе-Канд-е-Ангар (перс. تازه‌کند انهر) — село в Ірані, входить до складу дехестану Ровзех-Чай у Центральному бахші шахрестану Урмія провінції Західний Азербайджан.